# Ötjärnen (Ramsbergs socken, Västmanland)
Ötjärnen är en sjö i Lindesbergs kommun i Västmanland och ingår i Norrströms huvudavrinningsområde.